# Willie Ackerman
Willie Ackerman (Nashville, 1 mei 1939 – 13 december 2012) was een Amerikaans countrydrummer. 

## Levensloop
Ackerman werd geboren in Nashville. Hij speelde op de drums, onder andere bij Hee Haw en Grand Ole Opry. Hij werkte mee aan duizenden opnamen, onder andere van "El Paso" (Marty Robbins) in 1959, "Wings of a Dove" in 1960 en "The Grand Tour" in 1974, samen met George Jones.
Hij trad op met beroemdheden als Johnny Cash, Louis Armstrong, Willie Nelson, Waylon Jennings, The Monkees, Keith O'Conner Murphy en vele andere artiesten.
Ackerman overleed op 73-jarige leeftijd.

## Varia
Ackermans zoon Trey is een countrymuzikant.